# Grab the Moment
Grab the Moment è un singolo del DJ norvegese JOWST, pubblicato nel 2017.

## Il brano
La canzone è stata scritta da Joakim With Steen e Jonas McDonnell ed è interpretato in collaborazione con il cantante Aleksander Walmann, che tuttavia non è accreditato.
L'11 marzo 2017, dopo la vittoria di JOWST e Walmann al Melodi Grand Prix 2017, è stata annunciata la loro partecipazione all'Eurovision Song Contest 2017 in programma per il mese di maggio a Kiev (Ucraina), in rappresentanza della Norvegia con il brano, che si è classificato poi decimo con 158 punti.

## Tracce
- Download digitale

1. Grab the Moment – 2:55
2. Grab the Moment (Karaoke version) – 2:56

## Classifiche
| Classifica (2017) | Posizione massima |
| ----------------- | ----------------- |
| Austria           | 73                |
| Norvegia          | 6                 |
| Svezia            | 56                |